# Рот, Мартин
Мартин Рот (нем. Martin Roth; 11 августа 1914, Об, Бидинген, Германская империя — 6 февраля 2003, Зег, Германия) — гауптшарфюрер СС, начальник крематория концлагеря Маутхаузен.

## Биография
Мартин Рот родился 11 августа 1914 года в крестьянской семье Мартина Рота и его жены Кресцентины. Посещал народную школу и три года школу профессионального образования, из который был отчислен в 1930 году. Рот работал в сельском хозяйстве у своих родителей.
1 апреля 1932 года присоединился к Штурмовым отрядам (СА). 1 марта 1933 года вступил в НСДАП (билет № 1484266). После добровольного поступления в рейхсвер с 1 ноября 1934 года служил в горнострелковом подразделении, дислоцированном в Кемптене. 12 октября 1935 года демобилизовался и вернулся домой, где работал на ферме у своих родителей. В декабре 1935 года был зачислен в ряды СС (№ 280558).
15 января 1936 года поступил на службу в штурмбанн СС «Верхняя Бавария» в концлагере Дахау. После прохождения военной подготовки служил в охране лагеря. В 1938 году стал заместителем блокфюрера, сопровождал транспорт с заключёнными и был переведён в комендатуру лагеря. 1 апреля 1939 был переведён в концлагерь Маутхазен, где изначально был блокфюрером и коммандофюрером. С мая 1940 по 1945 год Рот был начальником крематория. На этой должности отвечал за работу газовой камеры.
4 мая 1945 года вместе с группой эсэсовцев покинул лагерь. После того как стало известно о капитуляции Германии, группа была расформирована. Рот переоделся в гражданскую одежду и уехал к себе на родину в Об, куда прибыл в июле 1945 года. Он несколько недель пробыл у своих родителей и потом нашёл работу у крестьянина в Шварценберге, где зарегистрировался под своим настоящим именем. Когда в ноябре 1945 года он увидел себя и ещё четырёх бывших эсэсовцев в журнале и прочитал, что этих людей разыскивают американские оккупационные власти, то отправился во французскую зону оккупации. В начале декабря 1945 года он нашёл работу у крестьянина Кюблера в Кислеге. В последующие годы до начала октября 1951 года он был сельскохозяйственным рабочим в окрестностях Кислега у разных крестьян. 12 октября 1951 года во время проверки документов в Констанце был задержан и помещён в следственный изолятор. Во время заключения на многочисленных допросах признался, что однажды участвовал в расстреле заключенных в качестве члена расстрельной команды и присутствовал почти при всех казнях и уничтожении газом и отвечал за вывоз тел убитых заключенных и их сожжение. 19 января 1952 года был освобождён. 
После освобождения до июля 1952 года оставался на ферме у крестьянина Антона Рота. Впоследствии благодаря посредничеству жены в Браунау-ам-Инн стал рабочим и машинистом на электростанции. В августе 1953 года он сменил работу и в последующие годы также работал машинистом на электростанции в Поттендорфе и Шварцахе в Австрии. В мае 1958 года переехал с семьей в Об и работал машинистом в строительной фирме в Мюнхене.
В 1961 года земельный суд Линца выдал ордер на арест. 28 мая 1968 года окружной суд в Кауфбойрене также выписал ордер на арест. В августе 1968 года прокурор определил окончание отсрочки содержания под стражей, поскольку Рот подозревался в 25 убийствах и мог сбежать. 16 марта 1970 года началось судебное разбирательство в земельном суде Хагена. 24 июля 1970 года за пособничество в убийстве в 51 случаях был приговорён к 7 годам лишения свободы. В ноябре 1972 года Федеральный верховный суд Германии отклонил кассационное производство. С 18 января 1973 года отбывал наказание в тюрьме в Штраубинге. 20 апреля 1977 года был условно-досрочно освобождён. До своей смерти в 2003 году регулярно посещал концлагерь Маутхаузен, останавливаясь в местном трактире неподалёку от своего бывшего места работы.